# Sunža (přítok Těreku)

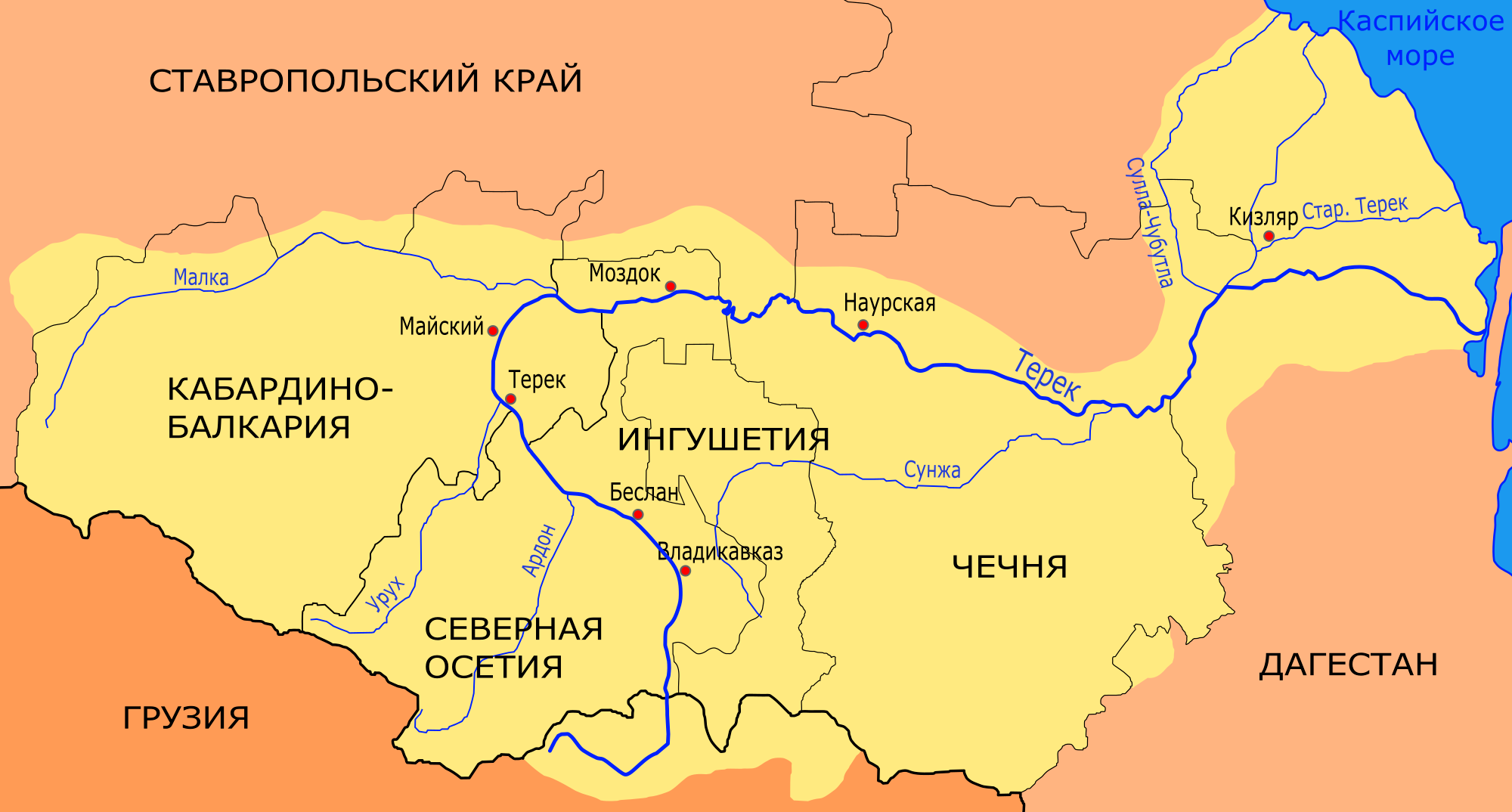
Tok řeky Sunža jako pravého přítoku Těreku

Sunža (rusky Сунжа, osetsky Сунжæ, čečensky Соьлжа) je řeka v Severní Osetii-Alanii, v Ingušsku a v Čečensku v Rusku. Je 278 km dlouhá. Povodí má rozlohu 12 200 km².

## Průběh toku
Vzniká na severním svahu Velkého Kavkazu. Na dolním toku je koryto velmi členité a řeka se rozvětvuje na jednotlivá ramena. Ústí zprava do Těreku (povodí Kaspického moře).

### Přítoky
Pravými přítoky jsou Assa, Martan a Argun

## Vodní stav
Zdroj vody je smíšený. Průměrný roční průtok vody ve vzdálenosti 8 km od ústí činí 85,4 m³/s. Průměrná kalnost dosahuje 3800 g/m³ a za rok tak řeka odnese 12,2 Mt pevných částic.

## Využití
Využívá se na zavlažování. Leží na ní města Nazraň, Karabulak, Groznyj a Gudermes.